# Straight Up (película de 2019)
Straight Up es una película independiente de 2019 escrita, producida y dirigida por James Sweeney. Sweeney protagoniza la película con Katie Findlay, Dana Drori, James Scully, Tracie Thoms, Betsy Brandt y Randall Park.  La película se estrenó en el Outfest el 23 de julio de 2019.  La película fue lanzada en un lanzamiento limitado por Strand Releasing el 28 de febrero de 2020.

## Argumento
Todd, un veinteañero de Los Ángeles con TOC, tiene dificultades en sus relaciones románticas ya que tiene una fuerte aversión a los fluidos corporales. Le gustan los hombres con los que sale, pero aparte de un intento de sexo oral, nunca ha tenido sexo con penetración con ellos. Finalmente, decide intentar salir con mujeres e intenta ligar con una chica después de emborracharse con ella, pero se asusta cuando se le rompe el himen. Su psicoanalista se pregunta si esta exploración de la sexualidad es una buena idea, pero Todd teme estar solo y decide seguir intentándolo.
Pronto conoce a Rory, una actriz en apuros que tiene problemas para conectarse emocionalmente con los demás, en la sección de autoayuda de una biblioteca. Inmediatamente se gustan el uno al otro, ya que ambos tienen el mismo sentido del humor excéntrico. Luego pasan horas hablando y conectándose entre ellos. Rory se muda rápidamente con Todd y se une a él en sus diversos trabajos de cuidado de la casa.
Los amigos de Todd se oponen a su relación con Rory ya que la ven como una manifestación de la homofobia internalizada de Todd y, con frecuencia, socavan la validez de su relación. Rory acepta tener una relación romántica con él, aunque el sexo está fuera de la mesa. Después de que Todd les presenta a Rory a sus padres, le preocupa que les guste más porque ahora está saliendo con una mujer.
En una incómoda fiesta de Navidad con los amigos de Todd donde juegan a la verdad o al desafío, Rory se acerca a Todd en una posición comprometedora con su amigo gay y se va. Rory se siente cada vez más infeliz con su vida en Los Ángeles y decide mudarse a Seattle. Durante su conversación de ruptura, Rory dice que puede querer tener hijos (previamente habían acordado que no querían hijos) y Todd entra en un ataque de pánico.
Algún tiempo después, Rory tiene un trabajo de oficina establecido en Seattle, pero todavía tiene problemas para conectarse con sus compañeros de trabajo. Todd se niega a salir con nadie desde que Rory se fue. Uno de los compañeros de trabajo de Rory se interesa por ella, pero se da cuenta de que son demasiado diferentes. Ella llama a Todd, pero cuelga antes de que pueda contestar. Cuando sale del trabajo al final del día, encuentra a Todd esperándola. En un intento de un gran gesto romántico, Todd propone, pero Rory se niega. Todd le ruega apasionadamente, le dice que la ama y que no quiere estar con nadie más.
La película termina con Todd y Rory jugando juntos a un juego de mesa. Mientras hablan, otro hombre se sienta entre ellos, y la intimidad entre los tres deja el final abierto a la interpretación de la audiencia.

## Reparto
- Katie Findlay como Rory
- James Sweeney como Todd, Topanga y el hijo de Wallace
- Dana Drori como Meg
- James Scully como Ryder
- Tracie Thoms como Dr. Larson
- Betsy Brandt como Topanga, la madre de Todd
- Randall Parque como Wallace, el padre de Todd

## Producción

### Desarrollo
Straight Up se financió en parte a través de una campaña de financiación colectiva en Seed & Spark que recaudó $23,340 para la producción. Sweeney basó la película en su corto de prueba de concepto Normal Doors, que fue creado para Fox Digital Studios.

En una entrevista con The Desert Sun, Sweeney dijo:
Si crees que no es una historia de amor, tal vez la película debería cuestionar cuál es la idea del amor. Incluso la idea del amor romántico, porque hay más de un tipo de amor, pero específicamente la idea del amor romántico es un concepto relativamente moderno y especialmente la noción occidental de qué es ese amor, es parte de lo que inspiró el concepto de la película. [...] Aquí están estas dos personas, Todd y Rory, que hacen clic en las casillas del otro de muchas formas, excepto en esta gran casilla conocida como sexo. ¿No puedes amar a alguien porque no tienes sexo con él? No estoy tratando de responder esa pregunta para todas las personas o hacer una declaración de lo que es el amor, porque eso no me corresponde a mí decirlo. Todos tienen su propia relación con el amor.

### Rodaje
La fotografía principal se llevó a cabo durante 18 días en 20 ubicaciones diferentes con dos días adicionales de recogida. La película se filmó en una relación de aspecto de 4:3. En cuanto a la relación de aspecto, Sweeney dijo "en muchos sentidos, Todd y Rory viven en una caja, y se podría argumentar que parte de su relación se extrae de una trama de una película de la era del Código Hays de la década de 1930, que es cuando se ajustan al ideal moderno pero no encajan, y se sienten encajonados por eso. Temáticamente ahí es donde aterriza, pero también se presta estéticamente a gran parte de la composición y simetría que estábamos tratando de mostrar".

## Lanzamiento
La película tuvo su estreno mundial en el Outfest 2019 el 23 de julio de 2019. También se mostró en el NewFest el 26 de octubre de 2019.  En agosto de 2019, Strand Releasing adquirió los derechos de distribución en EE. UU. La película se estrenó en un lanzamiento limitado el 28 de febrero de 2020. La película también se estrenó en el Reino Unido en marzo de 2020. En abril y mayo de 2020, debido al cierre de los cines durante la pandemia de COVID-19, Strand Releasing se asoció con varios expositores de autor para proyectar la película en cines virtuales.

## Recepción
En Rotten Tomatoes, la película tiene un índice de aprobación del 92% basado en 26 reseñas, con un promedio ponderado de 7/10. El consenso crítico del sitio web dice: "Bien actuado y escrito con nitidez, Straight Up sirve como una tarjeta de visita efervescente para el escritor / director / estrella James Sweeney". En Metacritic, la película tiene un puntaje promedio ponderado de 66 sobre 100, basado en 12 críticos, lo que indica "críticas generalmente favorables".
Straight Up fue la pieza central innovadora en el Outfest 2019 y ganó el Gran Premio del Jurado en el Festival de Cine Asiático de San Diego 2019.
David Lewis, para el San Francisco Chronicle, destacó el debut como director de Sweeney como "impresionante" y escribió que "en la superficie, la película de Sweeney es un examen lúdico de la fluidez sexual, pero debajo de las bromas, es realmente una película dulce y universal sobre lo moderno las complejidades de encontrar un alma gemela. También es un buen ejemplo de cómo las películas independientes pueden dar aire fresco a géneros como la comedia romántica".
Keith Uhlich, de The Hollywood Reporter, escribió: "Tanto Sweeney como Findlay están más que a la altura de la tarea de interpretar a los millennials arrestados que bailan alrededor de sus problemas, caminando siempre por una delgada línea entre el encanto y la irritación. Y Sweeney, como cineasta, sigue la ruta de Wes Anderson. dejar que la emoción rompa todo el arco estético en momentos clave. [...] A menudo hacemos nuestras propias prisiones psicológicas, y Straight Up es una divertida encarnación de la confusión interna de su protagonista (¿y quizás de su creador?). Las inclinaciones sexuales de Todd no son ' t completamente en un lado o en el otro de la escala de Kinsey. Tal vez no tenga ninguno (¡eso también está bien!) ".
Carlos Aguilar, para TheWrap, escribió: "La falta de intimidad, tanto física como emocional, está en el corazón de la crisis actual de Todd. Insatisfecho con el romance entre personas del mismo sexo, se pregunta si una incursión en las citas heterosexuales podría desbloquear la puerta al autodescubrimiento. y evitar que pase el resto de sus días solo (como dice exageradamente). [...] Fiel a la felicidad sin etiqueta que busca Todd, "Straight Up" no concluye asignando una nueva definición concreta de lo que estos Los novios asexuados entienden como estar enamorados, sin importar la mecánica de su compromiso. La película de Sweeney lo deja fluir con todas sus partes móviles y especificidades inciertas, enfocándose solo en su vínculo espiritualmente sólido ”.
Owen Gleiberman, para Variety, escribió que la película "realmente trata sobre una generación de personas que han descubierto una nueva forma de conectarse a través de su desapego. Un poco de esto puede ser de gran ayuda (la película a veces es un poco sin aire), pero James Sweeney es un cineasta con la rara habilidad de lanzar diálogos inspirados en la fantasía desde el borde de su cerebro. 'Straight Up' es el trabajo de un talento sorprendente".
Black Girl Nerds le dio a la película una calificación de 4.5 / 5 y Donnie Lopez escribió: "En Straight Up, los dos personajes se enamoran el intelecto del otro. [...] Pero al igual que cualquier comedia romántica, nada bueno puede durar sin ese siendo una especie de complicaciones para su pareja única. Esta lucha es provocada por una comprensión moderna de una relación, una que a menudo no se cubre en la vida cotidiana de las personas. Esta película da paso a las formas de sexualidad subestimadas y pasadas por alto. [.. .] Con demasiada frecuencia, las narrativas que rodean historias de homosexuales y queer tratan sobre el apareamiento físico, pero las personas queer son más complejas que eso. Esta película explora un tipo diferente de narrativa gay, una que abre la discusión a una perspectiva diferente. [... ] La película Straight Up te da una sensación de amor desde una perspectiva diferente. Sin golpes, sin golpes, solo una interpretación de la vida real de cómo se verían dos personas enamoradas de la mente del otro: solo mucho corazón ".